# Oleksandr Lytvynenko
Oleksandr Valeriiovych Lytvynenko (em ucraniano: Олександр Валерійович Литвиненко ; Kiev, 27 de abril de 1972) é o atual Secretário do Conselho de Segurança Nacional e Defesa da Ucrânia.

## Carreira
De 4 de abril de 2014 a 13 de agosto de 2019, foi Secretário Adjunto do Conselho de Segurança Nacional.
De 13 de agosto de 2019 a 23 de julho de 2021, foi diretor do Instituto Nacional de Estudos Estratégicos.
Em 23 de julho de 2021, foi nomeado chefe do Serviço de Informações Externas. Desde 27 de julho de 2021, é membro do Conselho de Segurança Nacional e Defesa da Ucrânia.
A partir de 26 de março de 2024, Oleksandr se torna Secretário do Conselho de Segurança Nacional e Defesa.

## Prêmios
- Medalha do Jubileu «25 Anos da Independência da Ucrânia» (2016)[7]
- Trabalhador Homenageado da Ciência e Tecnologia da Ucrânia (2011)[8]
- Ordem de Quinta Classe do Príncipe Yaroslav, o Sábio (21 de agosto de 2020)[9]